# Menhir von Hautes Landes

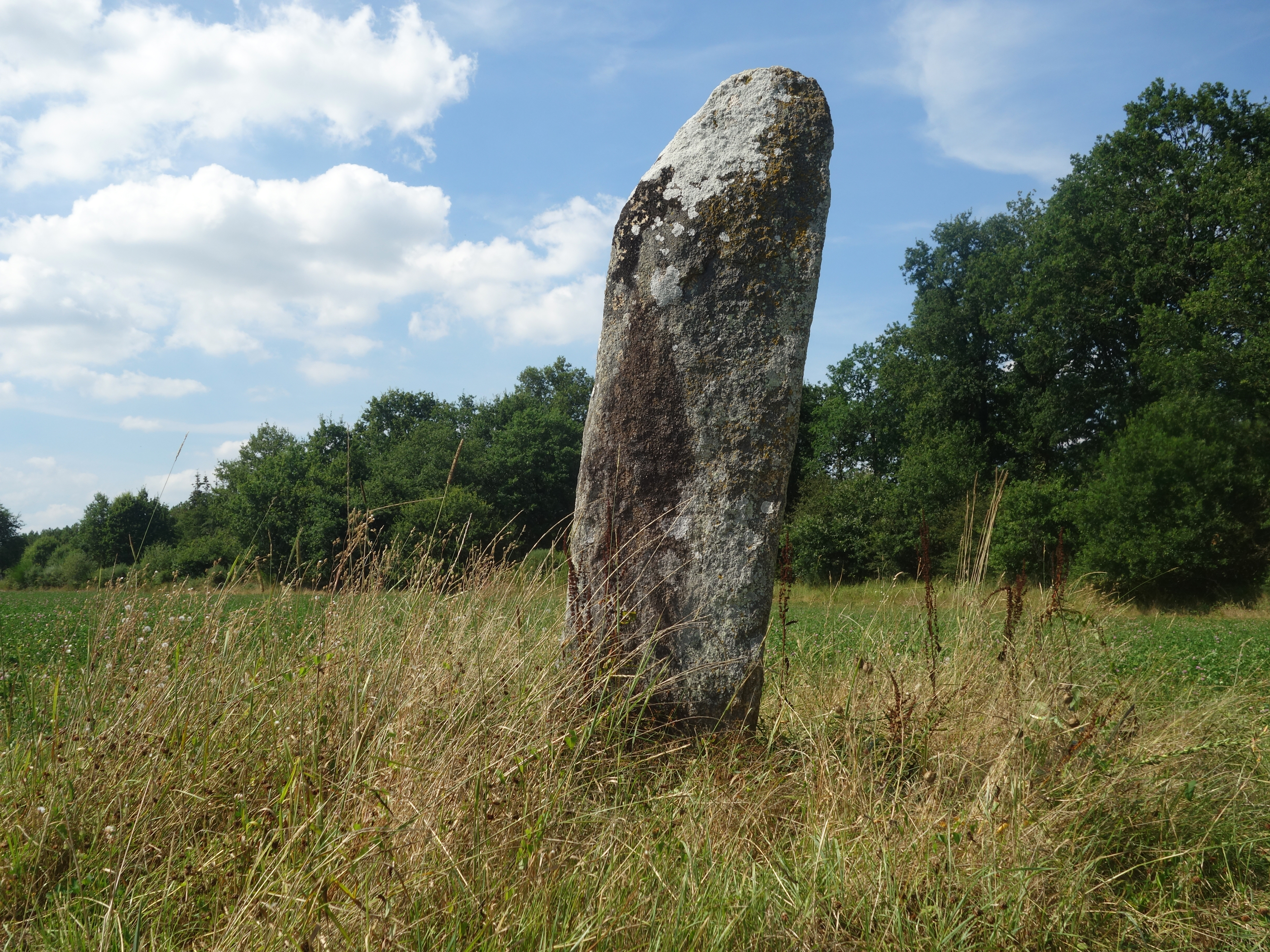
Menhir von Hautes Landes

Der Menhir von Hautes Landes steht auf einem Feld südlich der Straße D 112, etwa 1,2 km westlich des Dorfes Pleucadeuc, bei Malestroit im Département Morbihan in der Bretagne in Frankreich.
Der Menhir ist ein Granitblock mit einer Höhe von etwa 2,25 m, einer Breite von 0,8 m und einer Dicke von etwa 0,5 m.
Der Menhir von Ranion steht im Waldgebiet Bois de l’Enclos, westlich von Pleucadeuc.